# Eutomopepla artena
Eutomopepla artena là một loài bướm đêm trong họ Geometridae.